# Oculus Rift S
Oculus Rift S — гарнітура віртуальної реальності, сумісно розроблена з Lenovo Technologies і Facebook Technologies — підрозділом Meta Platforms.
Анонсований в березні 2019 року і випущений у травні того ж року, він є наступником оригінальної моделі Oculus Rift CV1 з відміченними змінами, включаючи нову систему відстежування розташування «навиворіт» з камерами, які вмонтовані в гарнітуру (аналогічно її родинному пристрою Oculus Quest), дисплей з вищим розширенням, і новий головний ремінь «halo»).
Rift S отримав змішані відгуки: критики хвалили покарщення у комфорті и простоті налаштування дякуючи ремінцю halo і новій системі стеження, але характеризували Rift S лише як постепінне оновлення по зрівнянню з CV1 і відмічали регресії, такі як менша частота оновлення і відсутність апаратної налаштування для взаємодії відстані між зрачками (IPD).

## Розробка
В червні 2015 року співзасновник Oculus VR Палмер Лакі повідомив, що Oculus вже працює над наступником оригінального Rift і планує випустити його приблизно через 2-3 роки після початкового випуску Rift. Гарнітура буде мати екран з вищим розширенням і відстежуванням навиворіт, а також дозволить використовувати масштаб приміщення.
В жовтні 2018 року співзасновник Oculus VR і колишній генеральний директор до 2016 року Брендан Айрайб покинув Oculus VR, припустимо з-за того, що обидві частини мали «принципіально різні погляди на майбутнє Oculus, які з часом заглибилися». Айрайб хотів забезпечити комфортний досвід віртуальної реальності, конкурентоздатний на високому рівні, кінечний ринок, на той час как керівництво Oculus прагнуло понизити бар'єр для входу у VR-ігри. Марк Цукерберг, генеральний директор материнскої компанії Oculus Facebook, Inc., неодноразово заявляв, що ціль Oculus — залучити мільярд користувачів у віртуальну реальність. Казали, що Айрайб курировав розробку другого покоління Oculus Rift, яка була відмінена за тиждень до того як він покинув компанію.

## Програмне забезпечення
Усе існуюче і майбутнє програмне забезпечення, сумісне з Oculus Rift, підтримується Rift S. Oculus Store також підтримує перехресні покупки між Oculus Quest і PC для ігр, випущених на обох платформах.

## Відгукі
Rift S отримав змішані відгуки. The Verge вважає, що система Insight «легко підходить для старих камер стеження Rift» і допомогла спростити налаштування, а ремінець halo був зручнішим, ніж у Oculus Quest, але вважає, що деякі інші зміни були понижені у зрівнянні з попередньою моделлю і Quest, включаючи заміну його навушників з направленними динамиками, відсутність апаратного регулювання IPD і екран, розширення якого лише трошки вище, ніж у Rift CV1, але нижче, ніж у Oculus Quest.